# Helichrysum
Helichrysum (gr. ἕλιξ helix "retorcido" y χρυσός crisós "oro") es un género de plantas fanerógamas de la familia de las asteráceas, conocido en español como flor de papel o helicriso. Contiene unas 600 especies, y Helichrysum orientale es la especie tipo. Vive en África (con 244 especies en Sudáfrica), Madagascar, Australasia y Eurasia.
Hay especies anuales, herbáceas perennes o arbustos, y llega a 6-9 dm de altura. El receptáculo (base de las flores) puede ser suave, con márgenes afrecados, o apanalado. Las hojas son oblongas a lanceoladas, chatas y pubescentes en ambos lados. Las barbas del papus son escabrosas, barbaladas o plumosas.[cita requerida]
Sus flores recuerdan a las dalias. Tienen mucha demanda como flores secas de muchísimos colores, excepto azul. Tienen muchos capítulos, y generalmente corimbos o panículas achatados. Los lóbulos de la corola muestran pelos glandulares en la cara abaxial.[cita requerida]
Las especies de Helichrysum son alimento de larvas de algunas especies de Lepidoptera: bucculatrícidos Bucculatrix gnaphaliella (come exclusivamente Helichrysum arenarium) y Bucculatrix helichrysella (exclusivamente en H. italicum) y el Coleophora C. caelebipennella, C. gnaphalii (exclusivamente en H arenarium) y C. helichrysiella (solo en H. italicum).[cita requerida]

## Especies
Hillard (1983) dividió este gran y heterogéneo género en 30 grupos morfológicos. Pero este género es controversial y considerado por muchos como artificial. La taxonomía del gran polimorfismo y probable polifítico género Helichrysum es compleja y no se ha explicado satisfactoriament. Varias especies australianas, como H. acuminatum y H. bracteatum, se reclasificaron en el género Xerochrysum en 1991, como X. subundulatum y como X. bracteatum, respectivamente. En 1989, especies mal alineadas de Helichrysum se reclasificaron en Syncarpha. Las especies incluidas en Pseudognaphalium son probablemente congéneres con Helichrysum.[cita requerida]
En el 2007, se elaboró una recircumscripción del género.
- Helichrysum abrotaniforme
- Helichrysum acuminatum
- Helichrysum acutatum
- Helichrysum adenocarpum : siemprerosa, siempreroja
- Helichrysum adenophorum
- Helichrysum adnatum
- Helichrysum adonidiforme
- Helichrysum aggregatum
- Helichrysum alatum
- Helichrysum albicans
- Helichrysum allioides
- Helichrysum alpinum
- Helichrysum ambiguum
- Helichrysum amorginum
- Helichrysum angustum
- Helichrysum anomalum
- Helichrysum antennaria
- Helichrysum anthemoides
- Helichrysum apiculatum
- Helichrysum appendiculatum : orejas de oveja

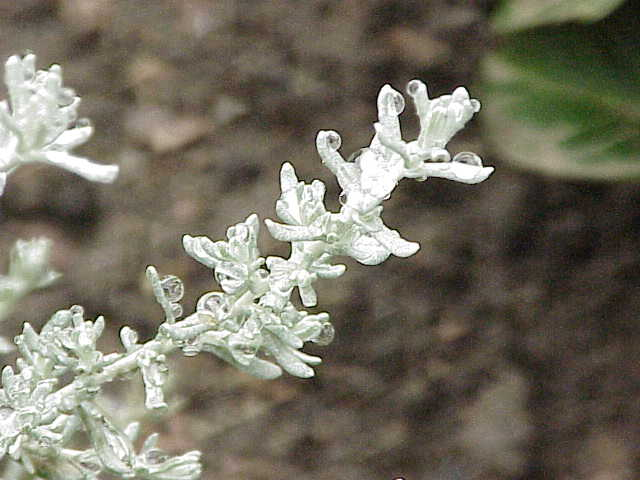
Planta de regaliz (Helichrysum petiolare)

- Helichrysum arenarium : siempreviva enana
  - Helichrysum arenarium ssp. arenarium
  - Helichrysum arenarium ssp. ponticum
- Helichrysum argentissimum
- Helichrysum argyroglottis
- Helichrysum argyrolepis
- Helichrysum argyrophyllum
- Helichrysum argyrosphaerum
- Helichrysum asteroides
- Helichrysum aureonitens : siempredorada
- Helichrysum aureum : siempreamarilla
- Helichrysum auriceps
- Helichrysum ayersii
- Helichrysum baccharoides
- Helichrysum backhousei
- Helichrysum banksii

- Helichrysum basedowii
- Helichrysum beckleri
- Helichrysum bicolor
- Helichrysum bidwillii
- Helichrysum bilobum
- Helichrysum blackallii
- Helichrysum blandowskianum
- Helichrysum boormanii

- Helichrysum brachyrhynchum
- Helichrysum buftonii
- Helichrysum bupthalmoides
- Helichrysum caespititium
- Helichrysum calvertianum
- Helichrysum candolleanum
- Helichrysum cassinioides
- Helichrysum cassiope
- Helichrysum cephaloideum
- Helichrysum cerastioides
- Helichrysum chionosphaerum
- Helichrysum chlorochrysum

- Helichrysum cinereum
- Helichrysum cladochaetum
- Helichrysum cochleariforme
- Helichrysum collinum
- Helichrysum conditum
- Helichrysum confertifolium
- Helichrysum cooperi
- Helichrysum cordatum
- Helichrysum coriaceum
- Helichrysum costatifructum
- Helichrysum crispum
- Helichrysum cunninghamii
- Helichrysum cylindrifolium
- Helichrysum cymosum
- Helichrysum dasyanthum
- Helichrysum dasymallum
- Helichrysum davenportii
- Helichrysum decorum
- Helichrysum diosmifolium
- Helichrysum diotophyllum
- Helichrysum doerfleri
- Helichrysum ecklonis
- Helichrysum epapposum
- Helichrysum eremaeum
- Helichrysum eriocephalum
- Helichrysum erosum
- Helichrysum expansifolium
- Helichrysum felinum
- Helichrysum ferrugineum
- Helichrysum filifolium
- Helichrysum flavissimum
- Helichrysum foetidum
- Helichrysum formosissimum
- Helichrysum frigidum
- Helichrysum gatesii
- Helichrysum gilesii
- Helichrysum glomeratum
- Helichrysum glutinosum
- Helichrysum gracilescens
- Helichrysum graveolens
- Helichrysum grayi
- Helichrysum griseum
- Helichrysum gymnocomum
- Helichrysum harveyanum
- Helichrysum hebelepis
- Helichrysum heldreichii

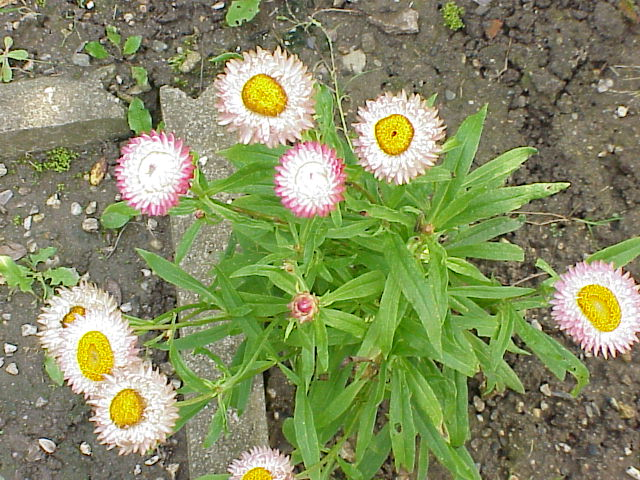
Flor de papel bracteada (Helichrysum bracteatum)

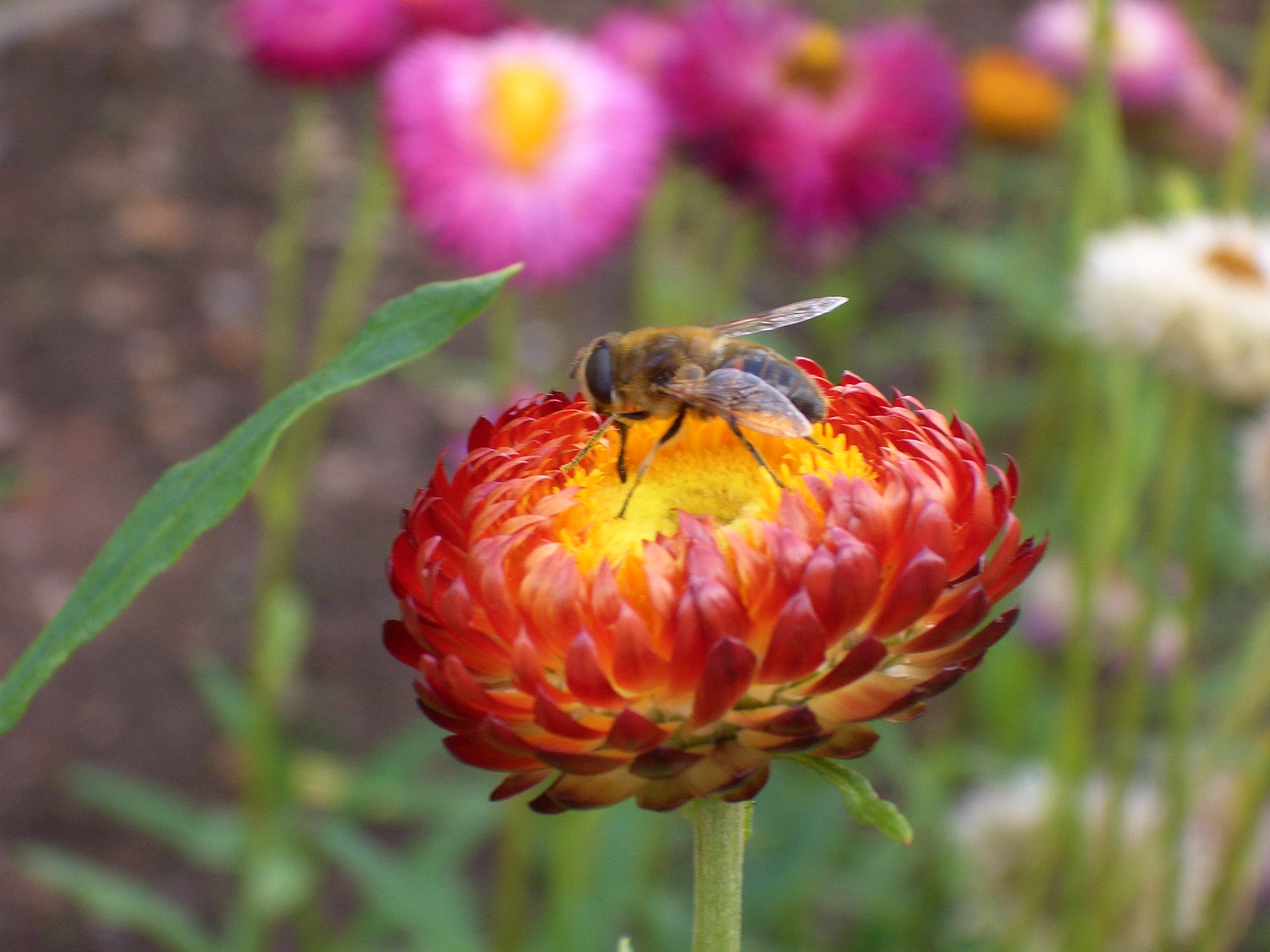
Helichrysum bracteatum con díptero Syrphidae

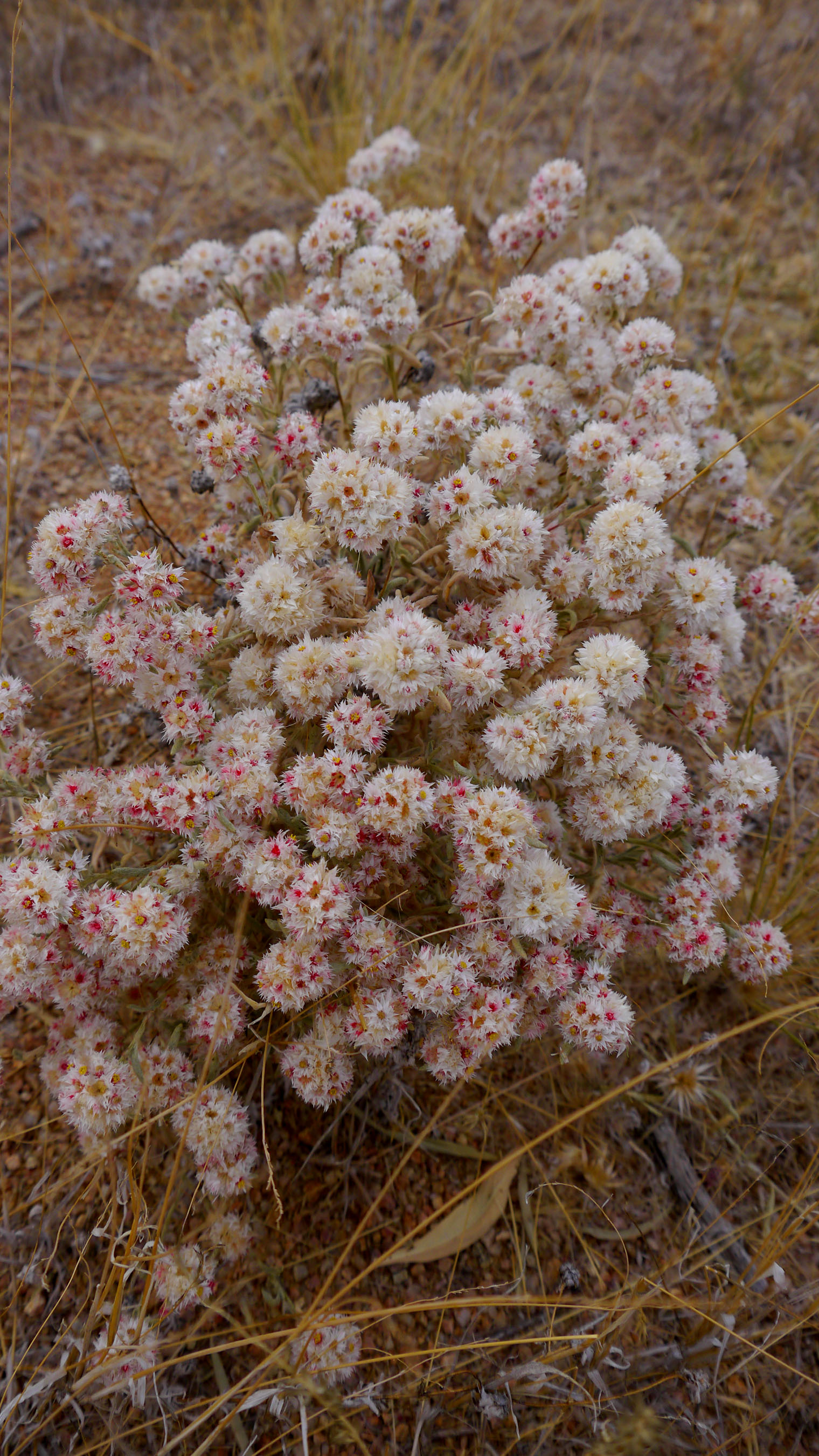
Helichrysum candolleanum, de Namibia.

- Helichrysum herbaceum : cola de mono
- Helichrysum hirtoviscosum
- Helichrysum humboldtianum
- Helichrysum hypoleucum
- Helichrysum incanum
- Helichrysum indicum (L.) Grierson - gordolobo de México, verbasco de México.[1]
- Helichrysum inornatum
- Helichrysum insigne
- Helichrysum involucratum
- Helichrysum italicum
  - Helichrysum italicum ssp. italicum
  - Helichrysum italicum ssp. microphyllum
  - Helichrysum italicum ssp. serotinum
- Helichrysum kempei
- Helichrysum kraussii : flor de papel
- Helichrysum krookii
- Helichrysum lanuginosum
- Helichrysum lawrencella
- Helichrysum ledifolium
- Helichrysum lepidophyllum
- Helichrysum leptolepis
- Helichrysum leucocephalum
- Helichrysum leucopsideum
- Helichrysum lindleyi
- Helichrysum lindsayanum
- Helichrysum lucidum
- Helichrysum lucilioides
- Helichrysum lycopodioides
- Helichrysum macivorii
- Helichrysum maidenii
- Helichrysum manglesii
- Helichrysum melanacme
- Helichrysum mellorianum
- Helichrysum milliganii
- Helichrysum mimetes : curry
- Helichrysum moeserianum

- Helichrysum monochaetum
- Helichrysum mundtii
- Helichrysum nanum
- Helichrysum newcastlianum
- Helichrysum niveum

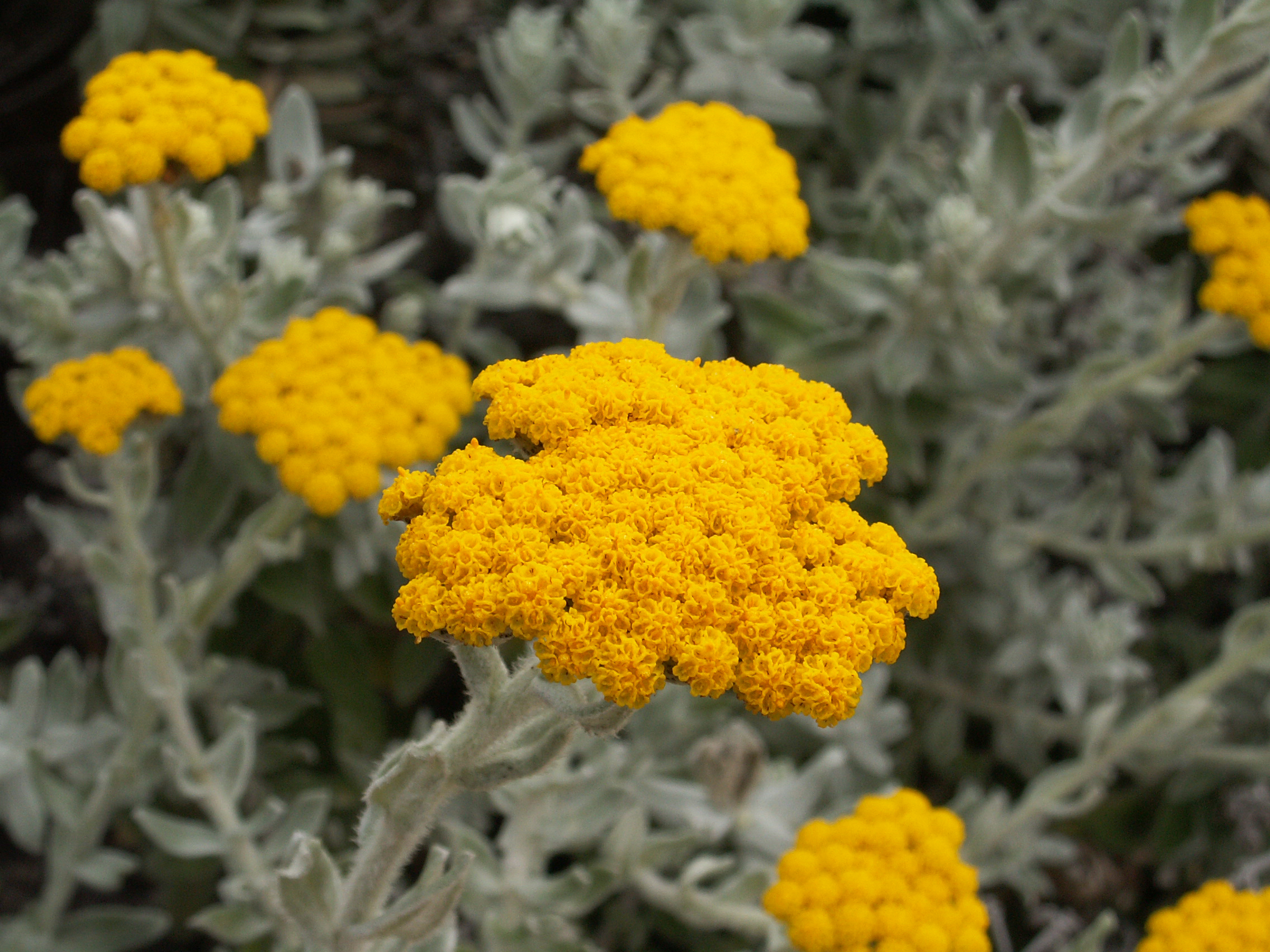
Helichrysum moeserianum Hábitat: Reserva natural de De Hoop, Sudáfrica.

- Helichrysum nudifolium : té de hotentote
- Helichrysum obcordatum
- Helichrysum obovatum
- Helichrysum obtusifolium
- Helichrysum occidentale
- Helichrysum odoratissimum
- Helichrysum oldfieldii
- Helichrysum oligochaetum
- Helichrysum oreophilum
- Helichrysum orientale (L.) Vaill. (especie tipo) - eternas amarillas, perpetuas amarillas, siempreviva amarilla[1]
- Helichrysum oxylepis
- Helichrysum pallidum
- Helichrysum panduratum
- Helichrysum paralium
- Helichrysum patulum : flor miel
- Helichrysum pedunculatum
- Helichrysum petiolare: lanta de regaliz
- Helichrysum pholidotum
- Helichrysum pilosellum
- Helichrysum pleurandroides
- Helichrysum plicatum
- Helichrysum podolepidium
- Helichrysum populifolium: Helichrysum alamo
- Helichrysum porrectum
- Helichrysum pseudoferrugineum
- Helichrysum pseudoturbinatum
- Helichrysum pterochaetum
- Helichrysum pumilio
- Helichrysum purpurascens
- Helichrysum puteale
- Helichrysum ramosissimum
- Helichrysum readeri
- Helichrysum reticulatum
- Helichrysum reflexum: flor blanca
- Helichrysum retortum
- Helichrysum revolutum
- Helichrysum robustum
- Helichrysum rogersianum
- Helichrysum roseum
- Helichrysum rosum
- Helichrysum ruderale
- Helichrysum rufescens
- Helichrysum rugulosum
- Helichrysum rupestre
- Helichrysum sanguineum
- Helichrysum sarcodes
- Helichrysum saxatile
  - Helichrysum saxatile ssp. errerae
  - Helichrysum saxatile ssp. saxatile
- Helichrysum scitulum
- Helichrysum scutellifolium
- Helichrysum secundiflorum
- Helichrysum selaginoides
- Helichrysum semiamplexicaule
- Helichrysum semicalvum
- Helichrysum semifertile
- Helichrysum semipapposum
- Helichrysum setosum

- Helichrysum sibthorpii
- Helichrysum sonderi
- Helichrysum spiceri
- Helichrysum spiralepis
- Helichrysum splendidum
- Helichrysum stellatum
- Helichrysum stipitatum
- Helichrysum stirlingii
- Helichrysum stoechas

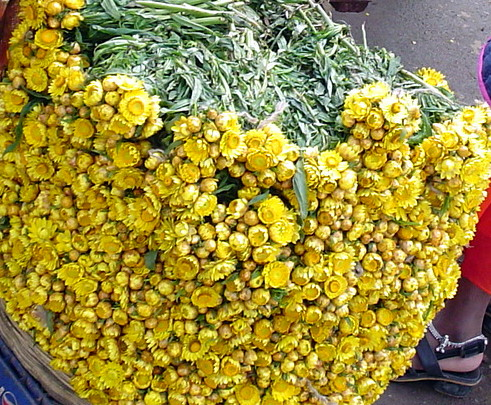
Helichrysum setosum (?)

  - Helichrysum stoechas ssp. barrelieri

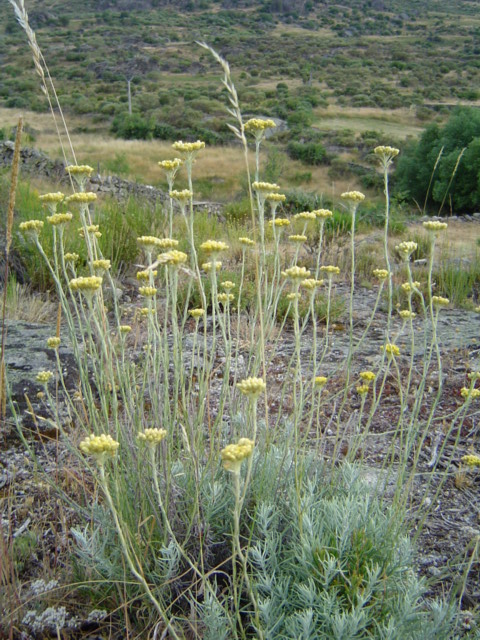
Siempreviva (Helichrysum stoechas)

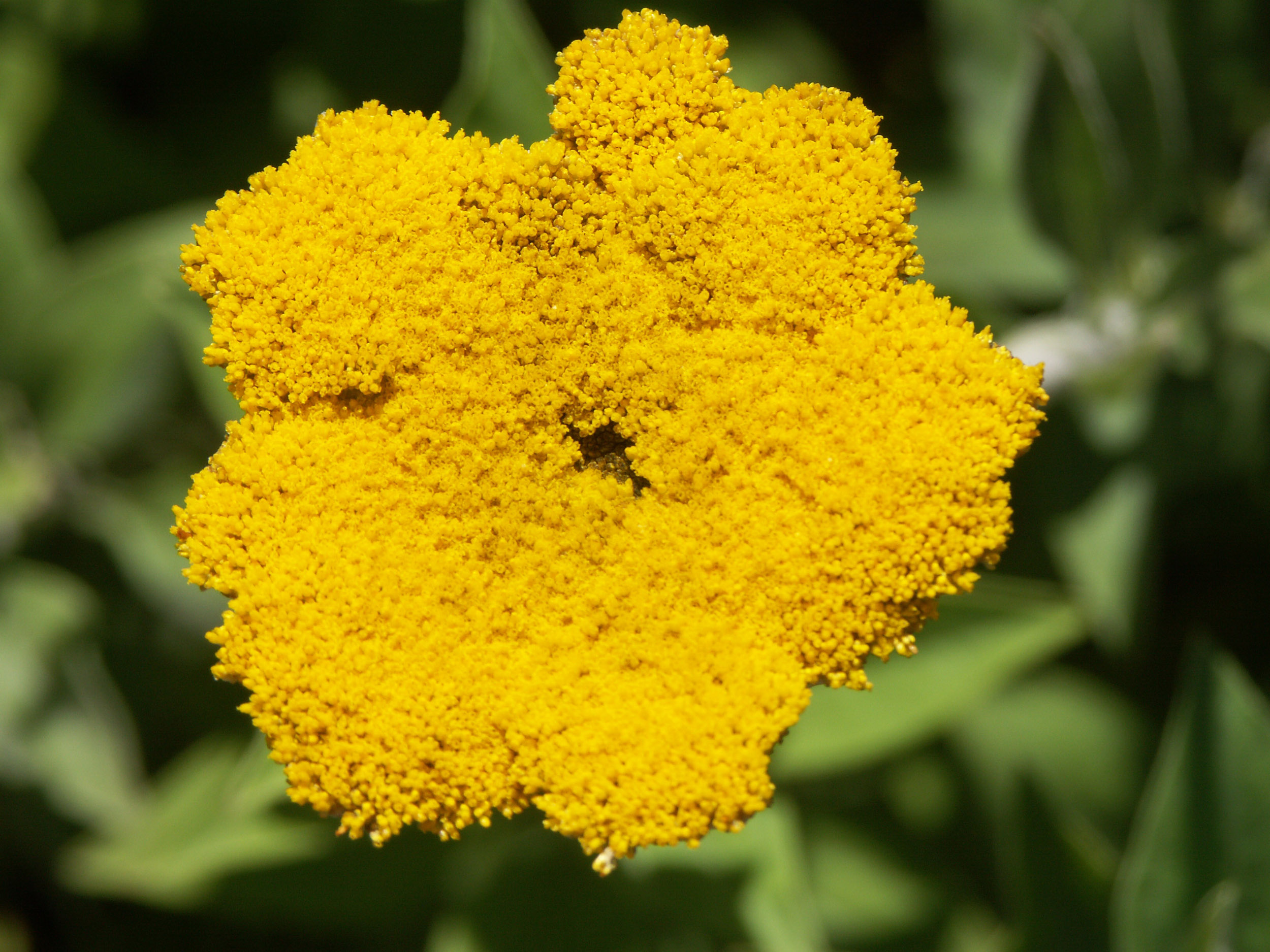
Helichrysum umbraculigerum

  - Helichrysum stoechas ssp. stoechas

- Helichrysum stoveae
- Helichrysum subulifolium
- Helichrysum sulcaticaule
- Helichrysum superbum
- Helichrysum sutherlandii
- Helichrysum tasmanicum
- Helichrysum teretifolium
- Helichrysum thianschanicum
- Helichrysum thomsonii
- Helichrysum trilineatum
- Helichrysum tuckeri
- Helichrysum turbinatum
- Helichrysum umbraculigerum

- Helichrysum vagans
- Helichrysum viscosum
- Helichrysum waitzioides
- Helichrysum whitei